# Ладісполі
Ладісполі (італ. Ladispoli) — муніципалітет в Італії, у регіоні Лаціо,  метрополійне місто Рим-Столиця.
Ладісполі розташоване на відстані близько 34 км на захід від Рима.
Населення — 40 891 особа (2014).

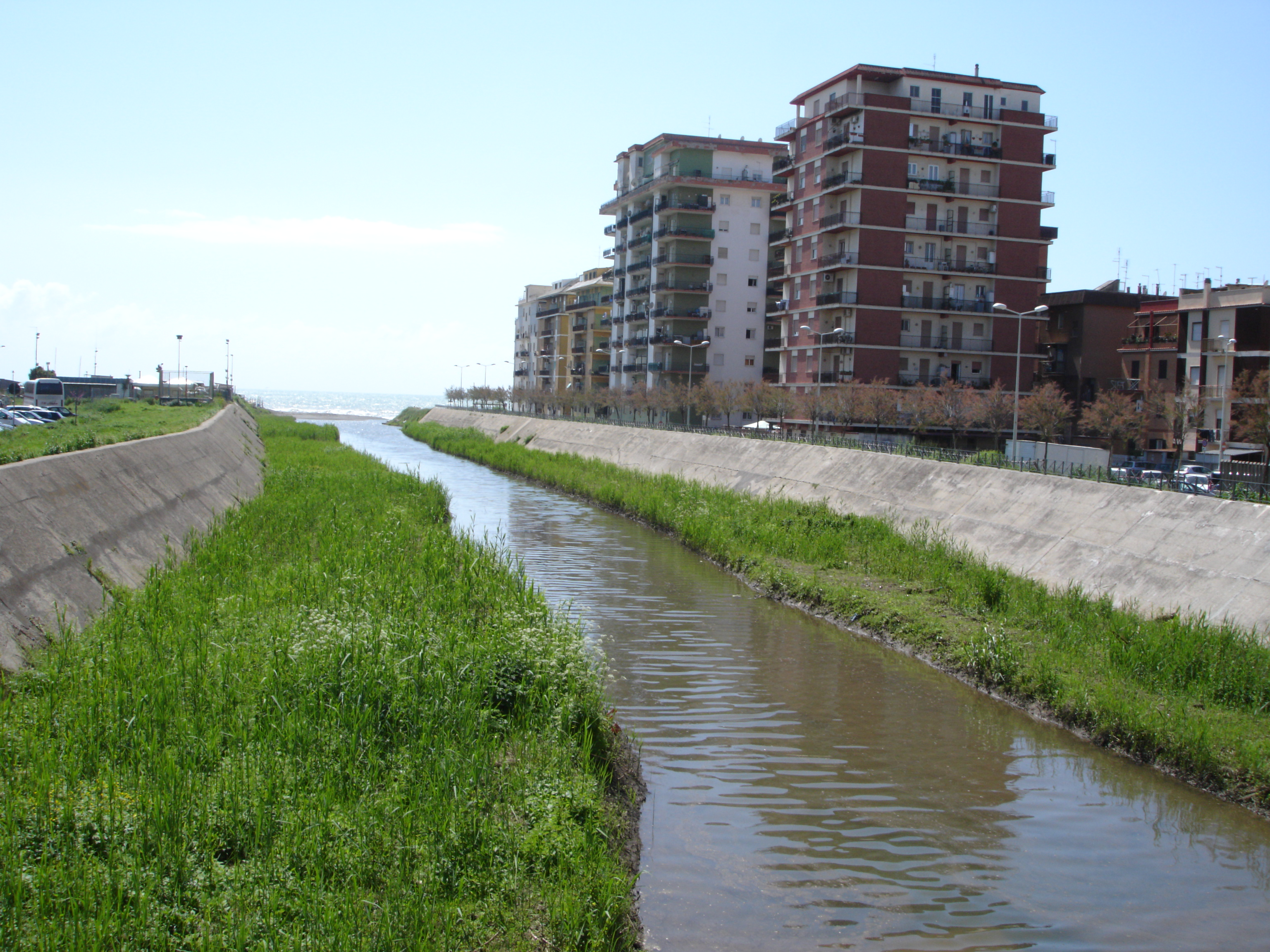

Щорічний фестиваль відбувається 19 березня. Покровитель — San Giuseppe.

## Демографія
Населення за роками:

Станом на 1 січня 2023 року в муніципалітеті офіційно проживали 6742 іноземці з 104 країн, серед них 4424 громадяни країн Євросоюзу та 242 громадяни України.

## Сусідні муніципалітети
- Черветері
- Фіумічіно